# Gillian Carleton
Gillian Carleton (* 3. Dezember 1989 in Scarborough) ist eine ehemalige kanadische Radrennfahrerin.

## Sportliche Laufbahn
2011 begann Gillian Carleton mit dem Bahnradsport, nachdem sie beim Straßentraining von einem Lastwagen angefahren worden war. Im selben Jahr wurde sie kanadische Vize-Meisterin im Sprint. Im November 2011 erlitt sie beim Lauf des Bahnrad-Weltcups in Astana einen Beckenbruch nach einem Sturz während des Punktefahrens. Trotzdem fuhr sie das Rennen zu Ende und wurde Vierte. Beim Lauf des Weltcups 2012 in London belegte sie gemeinsam mit Jasmin Glaesser und Tara Whitten Platz zwei in der Mannschaftsverfolgung. Bei den UCI-Bahn-Weltmeisterschaften 2012 in Melbourne wurde das kanadische Team in derselben Besetzung Dritte.
Bei den Olympischen Spielen 2012 in London errang Gillian Carleton gemeinsam mit Tara Whitten und Jasmin Glaesser die Bronzemedaille in der Mannschaftsverfolgung. Im Jahr darauf belegte sie bei den Bahn-Weltmeisterschaften in Minsk gemeinsam mit Laura Brown und Jasmin Glaesser in der Mannschaftsverfolgung Rang drei. Beim kanadischen Bahn-Wettbewerb Challenge International sur Piste gewann sie das 500-Meter-Zeitfahren, das Omnium sowie die Einerverfolgung.
2013 errang Carleton bei den  Bahn-Weltmeisterschaften mit Laura Brown und Jasmin Glaesser die Bronzemedaille.

## Privates
Seit der Pubertät litt Gillian Carleton unter schweren Depressionen, die sich zunächst in Magersucht äußerten. Um die Depressionen zu bekämpfen, begann sie mit Triathlon-Training. In späteren Jahren versuchte sie mit Alkohol, Zigaretten, Drogen, Schlaftabletten, Antidepressiva und hartem Training ihrer Krankheit zu begegnen. Zudem schlitzte sie sich ihre Beine.
2015 trat Carleton vom Radsport zurück, um ihr Studium in Biologie und Psychologie zu beenden.

## Ehrungen
Im Dezember 2013 wurde Gillian Carleton zu Kanadas Radsportlerin des Jahres gewählt.

## Erfolge

### Bahn
2012
- Olympische Spiele – Mannschaftsverfolgung (mit Tara Whitten und Jasmin Glaesser)
- Weltmeisterschaft – Mannschaftsverfolgung (mit Tara Whitten und Jasmin Glaesser)

2013
- Weltmeisterschaft – Mannschaftsverfolgung (mit Laura Brown und Jasmin Glaesser)
- Bahnrad-Weltcup in Aguascalientes – Mannschaftsverfolgung (mit  Jasmin Glaesser und Stephanie Roorda)
- Bahnrad-Weltcup in Los Angeles – Mannschaftsverfolgung (mit Allison Beveridge, Laura Brown, Jasmin Glaesser und Stephanie Roorda)
- Kanadische Meisterin – Omnium

2014
- Panamerikameisterin – Omnium

### Straße
2013
- eine Etappe Tour du Languedoc-Roussillon

## Teams
- 2013 Specialized-lululemon